# Dancing with the Stars (Hoa Kỳ - mùa 10)
Dancing with the Stars đã trở lại với mùa giải thứ 10 vào 05/01/2014. Không có cặp đôi nào đã bị loại trong tuần đầu tiên của mùa giải
Samantha Harris đã không trở lại trong vai trò phụ dẫn chương trình trong mùa giải này. Ngày 08/03/2010, trong chương trình Good Morning America, Tom Bergeron đã cho biết người phục dẫn mới của chương trình chính là nhà vô địch chương trình mùa 7 - Brooke Burke.
Len Goodman, Bruno Tonioli, và Carrie Ann Inaba vẫn tiếp tục là giám khảo cho chương trình.
Mùa 10 có 11 thí sinh không chuyên. Đây là mùa giải đầu tiên của chương trình có lượng nữ thí sinh không chuyên nhiều hơn nam.
Dàn thí sinh được tiết lộ trong chunh kết của chương trình The Bachelor: On the Wings of Love vào 01/03/2010, bởi Tom Bergeron và Melissa Rycroft. Các thí sinh chuyên nghiệp được ghép cặp và cho biết trong chương trình Good Morning America ngày 02/03/2010.
Vũ công Damian Whitewood, từ chương trình Burn the Floor, đã tham gia chương trình. Ashly DelGrosso Costa, từng tham gia lần cuối vào mùa giải 3 của chương trình, đã trở lại lần này. Also, Edyta Śliwińska tiếp tục tham gia cuộc thi và trở thành thí sinh chuyên nghiệp "dài hơi" nhất. Đây là mùa giải thứ 10 liên tiếp cô tham gia.
Mùa giải này, chương trình kết quả được lên sóng lúc 20 giờ, thay vì 21 giờ như mọi khi.
Trưởng nhóm nhạc Pussycat Dolls, Nicole Scherzinger đã chiến thắng cuộc thi, vượt qua Huy chương vàng Olympic Trượt băng nghệ thuật Evan Lysacek và bình luận viên thể thao kênh ESPN Erin Andrews.

## Các cặp thí sinh
| Thí sinh không chuyên | Nghề nghiệp/Thành tích                                | Bạn nhảy chuyên nghiệp | Số báo danh | Kết quả                       |
| --------------------- | ----------------------------------------------------- | ---------------------- | ----------- | ----------------------------- |
| Shannen Doherty       | Diễn viên                                             | Mark Ballas            | 3402        | Bị loại (I) đêm 30/03/2010    |
| Buzz Aldrin           | Nhà du hành vũ trụ                                    | Ashly Costa            | 3407        | Bị loại (II) đêm 06/04/2010   |
| Aiden Turner          | Diễn viên Soap Opera                                  | Edyta Śliwińska        | 3409        | Bị loại (III) đêm 13/04/2010  |
| Kate Gosselin         | Ngôi sao chương trình truyền hình thực tế             | Tony Dovolani          | 3410        | Bị loại (IV) đêm 20/04/2010   |
| Jake Pavelka          | Ngôi sao chương trìnhThe Bachelor                     | Chelsie Hightower      | 3404        | Bị loại (V) đêm 27/04/2010    |
| Pamela Anderson       | Cựu người mẫu Playboy, diễn viên                      | Damian Whitewood       | 3411        | Bị loại (VI) đêm 04/05/2010   |
| Niecy Nash            | Diễn viên hài, người dẫn chương trình                 | Louis Van Amstel       | 3405        | Bị loại (VII) đêm 11/05/2010  |
| Chad Ochocinco        | Thành viên NFL                                        | Cheryl Burke           | 3401        | Bị loại (VIII) đêm 18/05/2010 |
| Erin Andrews          | Bình luận viên thể thao kênh ESPN                     | Maksim Chmerkovskiy    | 3403        | Về ba đêm 25/05/2010          |
| Evan Lysacek          | Huy chương vàng Thế vận hội môn trượt băng nghệ thuật | Anna Trebunskaya       | 3406        | Về nhì đêm 25/05/2010         |
| Nicole Scherzinger    | Trưởng nhóm nhạc Pussycat Dolls                       | Derek Hough            | 3408        | Chiến thắng đêm 25/05/2010    |

## Bảng điểm
| Cặp thí sinh    | Vị trí | 1  | 2  | 1+2 | 3  | 4T 1 | 4P 2 | 4T+P 3 | 5  | 6        | 7        | 8        | 9        | 10A         | 10B     |
| --------------- | ------ | -- | -- | --- | -- | ---- | ---- | ------ | -- | -------- | -------- | -------- | -------- | ----------- | ------- |
| Nicole & Derek  | 1      | 25 | 28 | 53  | 23 | 25   | 25   | 50     | 29 | 26+10=36 | 27+27=54 | 29+30=59 | 30+29=59 | 28+27+30=85 | +30=115 |
| Evan & Anna     | 2      | 23 | 24 | 47  | 26 | 26   | 26   | 52     | 27 | 21+6=27  | 30+24=54 | 27+26=53 | 29+30=59 | 28+24+28=80 | +28=108 |
| Erin & Maksim   | 3      | 21 | 23 | 44  | 23 | 18   | 21   | 39     | 22 | 25+9=34  | 27+24=51 | 28+25=53 | 27+29=56 | 29+26+26=81 |         |
| Chad & Cheryl   | 4      | 18 | 16 | 34  | 20 | 21   | 23   | 44     | 18 | 24+7=31  | 25+27=52 | 21+24=45 | 27+25=52 |             |         |
| Niecy & Louis   | 5      | 18 | 21 | 39  | 21 | 18   | 18   | 36     | 18 | 21+5=26  | 25+24=49 | 23+20=43 |          |             |         |
| Pamela & Damian | 6      | 21 | 22 | 43  | 21 | 23   | 24   | 47     | 21 | 22+8=30  | 24+27=51 |          |          |             |         |
| Jake & Chelsie  | 7      | 20 | 20 | 40  | 21 | 19   | 19   | 38     | 23 | 21+4=25  |          |          |          |             |         |
| Kate & Tony     | 8      | 16 | 15 | 31  | 15 | 14   | 18   | 32     | 15 |          |          |          |          |             |         |
| Aiden & Edyta   | 9      | 15 | 19 | 34  | 20 | 15   | 18   | 33     |    |          |          |          |          |             |         |
| Buzz & Ashly    | 10     | 14 | 12 | 26  | 13 |      |      |        |    |          |          |          |          |             |         |
| Shannen & Mark  | 11     | 18 | 20 | 38  |    |      |      |        |    |          |          |          |          |             |         |

Số màu đỏ là điểm thấp nhất của mỗi phần thi.
Số màu xanh là điểm cao nhất của mỗi phần thi.
     Cặp thí sinh bị loại của tuần.
     Cặp thí sinh cuối cùng được gọi tên an toàn.
     Cặp thí sinh chiến thắng.
     Cặp thí sinh về nhì.
     Cặp thí sinh về ba.
- ^1  Tuần này là Tuần âm nhạc, mỗi cặp thí sinh được chấm hai đầu điểm: điểm Kỹ thuật và điểm Thể hiện. Chữ "T" ở đây là viết tắt của "Technique", nghĩa là "kỹ thuật". Đây là điểm kỹ thuật của mỗi cặp thí sinh.
- ^2  Chữ "P" ở đây là viết tắt của "Performance", nghĩa là "thể hiện". Đây là điểm thể hiện của mỗi cặp thí sinh.
- ^3  Chữ "T" ở đây là viết tắt của "Technique", nghĩa là kỹ thuật. Chữ "P" ở đây là viết tắt của "Performance", nghĩa là "thể hiện". Đây là tổng điểm kỹ thuật và thể hiện của các cặp thí sinh.
- ^4  Tuần này là tuần kỷ niệm tập thứ 200 của DWTS, có sự góp mặt của các giám khảo khách mời khác nhau từng là thí sinh trước đây nên ở phần thi thứ hai, có tất cả bốn giám khảo, tổng số điểm cao nhất mà mỗi thí sinh có thể nhận được là 40 điểm.

Tuần 1: Tuần đầu có nội dung thi là Viennese Waltz hoặc Cha-Cha-Cha. Nicole Scherzinger ghi được hai điểm 9 từ giám khảo trong điệu nhảy đầu tiên (Viennese Waltz); là người thứ năm hiếm hoi có được thành tích đó, sau các thí sinh không chuyên trước đây: Mario Lopez (mùa 3), Sabrina Bryan (mùa 5), Hélio Castroneves (mùa 5), và Kristi Yamaguchi (mùa 6), những người ghi được điểm 9 từ giám khảo ngay trong tuần đầu tiên của chương trình. Trong khi đó, đứng vị trí hạng chót là thí sinh cao tuổi Buzz Aldrin cùng bạn nhảy Ashley, chỉ với 14⁄30.
Tuần 2: Với nội dung Jive hoặc Foxtrot, Nicole lại là thí sinh thứ ba hiếm hoi ghi được điểm 10 trong tuần 2 với điệu Jive, sau Stacy Keibler (mùa 2) và Joey Lawrence (mùa 3). Buzz & Ashly tiếp tục là cặp có số điểm thấp nhất đêm 26⁄30. Pamela & Damian dù có điểm khá cao nhưng bị lọt vào vòng nguy hiểm, cùng với Shannen & Mark. Shannen & Mark đã bị loại rất bất ngờ, dù có điểm tương đối cao.
Tuần 3: Trong tuần 3, thí sinh đã thực hiện một trong ba điệu nhảy: Quickstep, Paso Doble và Waltz, mỗi bài nhảy phải kể một câu chuyện (tuần Kể chuyện - Story telling Week). Lần đầu tiên, Nicole & Derek không đứng nhất bảng điểm bởi bài Quickstep. Evan & Anna thay vào vị trí đó với Quickstep được 26⁄30. Vòng nguy hiểm lần này bao gồm Buzz & Ashly - đứng hạng chót với 13⁄30 và Jake & Chelsie. Buzz & Ashly đã bị loại xứng đáng.
Tuần 4: Trong tuần 4, mỗi cặp thí sinh sẽ nhảy Tango hoặc Rumba và đều được chấm hai đầu điểm cho bài nhảy của mình: điểm kĩ thuật và điểm thể hiện. Evan & Anna lại đứng nhất lần nữa với 52⁄60 điểm cho bài Tango. Kate & Tony đứng hạng chót với 32⁄60 điểm cũng ở Tango. Niecy & Louis và Aiden & Edyta cùng đứng trong vòng nguy hiểm. Aiden & Edyta đã bị loại.
Tuần 5: Tuần thứ 5, mỗi cặp thí sinh nhảy một điệu chưa từng học, trên nền nhạc của một bộ phim. Nicole & Derek trở lại với vị trí nhất bảng với 29⁄30 cho bài Tango. Kate & Tony tiếp tục ở hạng chót bằng 15⁄30 của bài thi Foxtrot và rơi vào vòng nguy hiểm cùng Pamela & Damian. Kate & Tony đã bị loại.
Tuần 6: Tuần này có nội dung thi là một trong hai điệu: Samba, Argentine Tango và phần thi Marathon Swing. Trưởng ban giám khảo Len Goodman từng chỉ chấm cho Chad & Cheryl điểm 7, nhưng tuần này, với bài Argentine Tango, họ đã đạt được điểm 8. Nicole & Derek lại đứng nhất với tổng điểm 36⁄40 cho cả hai phần thi, trong khi Jake & Chelsie đứng hạng chót với 25⁄40 điểm và cùng rơi vào vòng nguy hiểm với Niecy & Louis. Cuối cùng, Jake & Chelsie đã bị loại.
Tuần 7: Ở tuần này, mỗi cặp thí sinh phải thực hiện hai điệu nhảy: một điệu nhảy chưa từng học và phần thi nhảy theo đội điệu Cha-Cha-Cha (đội Gaga hoặc đội Madonna). Ở vòng thi cá nhân, Evan & Anna nhận được số điểm hoàn hảo đầu tiên của mùa giải cho bài Argentine Tango. Pamela & Damian chỉ nhận được 24⁄30, đứng hạng chót với bài Watlz. Ở vòng thứ hai, đội Gaga (Nicole & Derek, Chad & Cheryl, Pamela & Damian) đã đánh bại đội Madonna (Erin & Maksim, Evan & Anna, Niecy & Louis) với tỉ số 27⁄30 - 24⁄30. Điều này khiến Evan & Anna và Nicole & Derek cùng đứng hạng nhất với 54⁄60 điểm, còn Niecy & Louis đứng hạng chót với 49⁄60 điểm. Erin & Maksim đứng trong vòng nguy hiểm, cùng với Pamela & Damian. Pamela & Damian đã bị loại.
Tuần 8: Trong tuần này, mỗi thí sinh sẽ thể hiện hai điệu nhảy chưa học: một điệu Ballroom và điệu Latin (điệu Latin này theo phong cách của một thập niên nào đó). Nicole & Derek đứng nhất bảng điểm với tổng điểm gần như hoàn hảo: 59⁄60. Niecy & Louis đứng vị trí chót với 43⁄60 điểm và cùng rơi vào vòng nguy hiểm với Chad & Cheryl.
Tuần 9: Tuần này, mỗi cặp sẽ trình diễn những điệu nhảy còn lại mà họ chưa học, gồm một điệu Ballroom và một điệu Latin. Evan & Anna và Nicole & Derek cùng đứng nhất bảng điểm với 59⁄60 điểm. Chad & Cheryl có số điểm thấp nhất: 52⁄60 và cùng vào vòng nguy hiểm cùng Erin & Maks. Cuối cùng, Chad & Cheryl đã trở thành cặp thí sinh thứ 100 của cuộc thi, bị loại.
Tuần 10: Đêm đầu tiên của chung kết, mỗi cặp thí sinh nhảy một điệu nhảy do giám khảo chọn và bài thi nhảy Tự do (Freestyle). Đây là mùa thứ hai trong tất cả các mùa giải mà không có cặp thí sinh nào được 30 điểm phần thi Freestyle. Đêm thứ hai, tất cả các cặp thí sinh đều đã chọn thi Argentine Tango cho phần thi điệu nhảy yêu thích và được các giám khảo xếp hạng rồi quy ra điểm số. Chung cuộc, Nicole & Derek giữ vị trí nhất bảng với 85⁄90 điểm, Evan & Anna đứng hạng chót với 80⁄90 nhưng đã không bị loại. Thay vào đó, Erin & Maks bị loại và đứng hạng ba của chương trình. Top 2 tiếp tục phần thi cuối cùng của mình. Cuối cùng, Nicole & Derek là nhà vô địch của mùa giải 10. Derek là chuyên nghiệp tiếp theo giành được chiến thắng hai lần trong chương trình, sau Cheryl Burke, Julianne Hough, và Mark Ballas.

## Điểm trung bình của các cặp thí sinh
Lưu ý: Trong bảng điểm này không có tính điểm của phần thi Marathon Rock n' Roll vì điểm tối đa của phần thi không phải là 30.
| Xếp hạng điểm trung bình | Vị trí | Cặp thí sinh    | Tổng điểm | Số điệu nhảy | Điểm trung bình |
| ------------------------ | ------ | --------------- | --------- | ------------ | --------------- |
| 1                        | 1      | Nicole & Derek  | 468       | 17           | 27.5            |
| 2                        | 2      | Evan & Anna     | 447       | 17           | 26.3            |
| 3                        | 3      | Erin & Maks     | 394       | 16           | 24.6            |
| 4                        | 6      | Pamela & Damian | 205       | 9            | 22.8            |
| 5                        | 4      | Chad & Cheryl   | 289       | 13           | 22.2            |
| 6                        | 5      | Nicey & Nash    | 227       | 11           | 20.6            |
| 7                        | 7      | Jake & Chelsie  | 143       | 7            | 20.4            |
| 8                        | 11     | Shannen & Mark  | 38        | 2            | 19.0            |
| 9                        | 9      | Aiden & Edyta   | 87        | 5            | 17.4            |
| 10                       | 8      | Kate & Tony     | 93        | 6            | 15.5            |
| 11                       | 10     | Buzz & Ashley   | 39        | 3            | 13.0            |

## Điệu nhảy có điểm cao nhất và thấp nhất của mỗi cặp thí sinh
| Cặp thí sinh    | Điệu nhảy có điểm cao nhất               | Điệu nhảy có điểm thấp nhất              |
| --------------- | ---------------------------------------- | ---------------------------------------- |
| Nicole & Derek  | Paso Doble, Argentine Tango & Jive (30)  | Quickstep (23)                           |
| Evan & Anna     | Argentine Tango & Paso Doble (30)        | Samba (21)                               |
| Erin & Maksim   | Paso Doble & Samba (29)                  | Tango (kĩ thuật) (18)                    |
| Chad & Cheryl   | Cha-Cha-Cha (theo đội Gaga) & Waltz (27) | Foxtrot (16)                             |
| Niecy & Louis   | Quickstep (25)                           | Cha-Cha-Cha, Jive & Rumba (18)           |
| Pamela & Damian | Cha-Cha-Cha (theo đội Gaga) (27)         | Cha-Cha-Cha, Paso Doble & Quickstep (21) |
| Jake & Chelsie  | Cha-Cha-Cha (23)                         | Tango (19)                               |
| Kate & Tony     | Tango (thể hiện) (18)                    | Tango (kĩ thuật) (14)                    |
| Aiden & Edyta   | Quickstep (20)                           | Cha-Cha-Cha & Rumba (kĩ thuật) (15)      |
| Buzz & Ashly    | Cha-Cha-Cha (14)                         | Foxtrot (12)                             |
| Shannen & Mark  | Jive (20)                                | Viennese Waltz (18)                      |

## Màn trình diễn cao điểm nhất và thấp điểm nhất
| Điệu nhảy                 | Cao điểm nhất                                     | Điểm số | Thấp điểm nhất                       | Điểm số |
| ------------------------- | ------------------------------------------------- | ------- | ------------------------------------ | ------- |
| Cha Cha Cha               | Nicole Scherzinger                                | 29      | Buzz Aldrin                          | 14      |
| Viennese Waltz            | Evan Lysacek                                      | 28      | Kate Gosselin                        | 16      |
| Jive                      | Nicole Scherzinger                                | 30      | Kate Gosselin                        | 15      |
| Foxtrot                   | Evan Lysacek Nicole Scherzinger                   | 29      | Buzz Aldrin                          | 12      |
| Paso Doble                | Evan Lysacek Nicole Scherzinger                   | 30      | Kate Gosselin                        | 15      |
| Waltz                     | Evan Lysacek Chad Ochocinco Nicole Scherzinger    | 27      | Buzz Aldrin                          | 13      |
| Quickstep                 | Evan Lysacek                                      | 28      | Chad Ochocinco                       | 18      |
| Rumba                     | Nicole Scherzinger                                | 28      | Aiden Turner                         | 15      |
| Tango                     | Nicole Scherzinger                                | 29      | Kate Gosselin                        | 14      |
| Samba                     | Erin Andrews                                      | 29      | Evan Lysacek Jake Pavelka            | 21      |
| Argentine Tango           | Evan Lysacek Nicole Scherzinger                   | 30      | Niecy Nash                           | 21      |
| Marathon Swing            | Nicole Scherzinger                                | 10      | Jake Pavelka                         | 4       |
| Nhảy Cha Cha Cha theo đội | Nicole Scherzinger Pamela Anderson Chad Ochocinco | 27      | Evan Lysacek Niecy Nash Erin Andrews | 24      |
| Freestyle                 | Nicole Scherzinger                                | 27      | Evan Lysacek                         | 24      |

## Điệu nhảy, điểm số và bài hát
Bài nhảy này được Ban giám khảo mời trình diễn lại.
     Cặp thí sinh bị loại.
     Cặp thí sinh bị gọi tên an toàn cuối cùng.
     Cặp thí sinh chiến thắng cuộc thi.
     Cặp thí sinh về nhì cuộc thi.
     Cặp thí sinh về ba cuộc thi.

### Tuần 1
Điểm số các thí sinh nhận được từ hội đồng giám khảo được xếp theo thứ tự từ trái sang phải như sau: Carrie Ann Inaba, Len Goodman, Bruno Tonioli.
Xếp theo thứ tự trình diễn
| Cặp thí sinh    | Điểm số    | Điệu nhảy      | Âm nhạc                                  |
| --------------- | ---------- | -------------- | ---------------------------------------- |
| Chad & Cheryl   | 18 (6,6,6) | Cha-Cha-Cha    | "It's Just Begun"—The Jimmy Castor Bunch |
| Shannen & Mark  | 18 (6,6,6) | Viennese Waltz | "The Killing Moon"—Nouvelle Vague        |
| Erin & Maksim   | 21 (7,7,7) | Cha-Cha-Cha    | "TiK ToK"—Ke$ha                          |
| Jake & Chelsie  | 20 (7,6,7) | Viennese Waltz | "Kiss from a Rose"—Seal                  |
| Niecy & Louis   | 18 (7,5,6) | Cha-Cha-Cha    | "Rescue Me"—Fontella Bass                |
| Evan & Anna     | 24 (8,7,8) | Viennese Waltz | "I'll Be"—Edwin McCain                   |
| Buzz & Ashly    | 14 (5,4,5) | Cha-Cha-Cha    | "Cupid"—Amy Winehouse                    |
| Nicole & Derek  | 25 (9,7,9) | Viennese Waltz | "Hold You In My Arms"―Ray LaMontagne     |
| Aiden & Edyta   | 15 (5,5,5) | Cha-Cha-Cha    | "Hungry Like the Wolf"—Duran Duran       |
| Kate & Tony     | 16 (6,5,5) | Viennese Waltz | "She's Always a Woman"—Billy Joel        |
| Pamela & Damian | 21 (7,6,8) | Cha-Cha-Cha    | "Gimme All Your Lovin'"—ZZ Top           |

### Tuần 2
Điểm số các thí sinh nhận được từ hội đồng giám khảo được xếp theo thứ tự từ trái sang phải như sau: Carrie Ann Inaba, Len Goodman, Bruno Tonioli.
Xếp theo thứ tự trình diễn
| Cặp thí sinh    | Điểm số      | Điệu nhảy | Âm nhạc                                    |
| --------------- | ------------ | --------- | ------------------------------------------ |
| Shannen & Mark  | 20 (7,6,7)   | Jive      | "Shake a Tail Feather"—Ray Charles         |
| Aiden & Edyta   | 19 (7,6,6)   | Foxtrot   | "I've Got You Under My Skin"—Frank Sinatra |
| Evan & Anna     | 24 (8,8,8)   | Jive      | "The Best Damn Thing"—Avril Lavigne        |
| Niecy & Louis   | 21 (7,7,7)   | Foxtrot   | "Love You I Do"—Jennifer Hudson            |
| Jake & Chelsie  | 20 (6,7,7)   | Jive      | "Hip to be Square"—Huey Lewis and the News |
| Buzz & Ashly    | 12 (4,4,4)   | Foxtrot   | "Fly Me to the Moon"—Frank Sinatra         |
| Nicole & Derek  | 28 (10,8,10) | Jive      | "SOS"—Rihanna                              |
| Erin & Maksim   | 23 (8,7,8)   | Foxtrot   | "Love Story"—Taylor Swift                  |
| Pamela & Damian | 22 (7,7,8)   | Foxtrot   | "I Wanna Be Loved By You"—Marilyn Monroe   |
| Chad & Cheryl   | 16 (6,5,5)   | Foxtrot   | "100 Years"—Five for Fighting              |
| Kate & Tony     | 15 (5,5,5)   | Jive      | "I'm Still Standing"—Elton John            |

### Tuần 3
Tuần kể chuyện (Story telling Week)
Mỗi bài nhảy phải kể một câu chuyện
Điểm số các thí sinh nhận được từ hội đồng giám khảo được xếp theo thứ tự từ trái sang phải như sau: Carrie Ann Inaba, Len Goodman, Bruno Tonioli.
Xếp theo thứ tự trình diễn
| Cặp thí sinh    | Điểm số    | Điệu nhảy  | Âm nhạc                                                            |
| --------------- | ---------- | ---------- | ------------------------------------------------------------------ |
| Evan & Anna     | 26 (9,8,9) | Quickstep  | "Hot Honey Rag"—trong vở nhạc kịch Chicago                         |
| Buzz & Ashly    | 13 (5,4,4) | Waltz      | "What a Wonderful World"—Louis Armstrong                           |
| Jake & Chelsie  | 21 (7,7,7) | Quickstep  | "Walk Like an Egyptian"—The Bangles                                |
| Niecy & Louis   | 21 (7,7,7) | Waltz      | "With You I'm Born Again"—Billy Preston hợp tác với Syreeta Wright |
| Chad & Cheryl   | 20 (7,6,7) | Paso Doble | "Cancion Del Mariachi"—Los Lobos và Antonio Banderas               |
| Pamela & Damian | 21 (7,7,7) | Paso Doble | "Don't Let Me Be Misunderstood"—The Animals                        |
| Aiden & Edyta   | 20 (7,6,7) | Quickstep  | "Hey, Soul Sister"—Train                                           |
| Erin & Maksim   | 23 (8,7,8) | Waltz      | "See the Day"—Dee C. Lee                                           |
| Kate & Tony     | 15 (5,5,5) | Paso Doble | "Paparazzi"—Lady Gaga                                              |
| Nicole & Derek  | 23 (8,6,9) | Quickstep  | "Anything Goes"—Cole Porter và Stacey Kent                         |

### Tuần 4
Điểm số các thí sinh nhận được từ hội đồng giám khảo được xếp theo thứ tự từ trái sang phải như sau: Carrie Ann Inaba, Len Goodman, Bruno Tonioli.
Xếp theo thứ tự trình diễn
| Cặp thí sinh    | Điểm kĩ thuật | Điểm thể hiện | Điệu nhảy | Âm nhạc                                             |
| --------------- | ------------- | ------------- | --------- | --------------------------------------------------- |
| Erin & Maksim   | 18 (6,6,6)    | 21 (7,7,7)    | Tango     | "Sweet Dreams (Are Made of This)"—Eurythmics        |
| Evan & Anna     | 26 (9,8,9)    | 26 (9,8,9)    | Tango     | "Wait a Minute"—The Pussycat Dolls                  |
| Niecy & Louis   | 18 (6,6,6)    | 18 (6,6,6)    | Rumba     | "Taking Chances"—Celine Dion                        |
| Aiden & Edyta   | 15 (5,5,5)    | 18 (6,6,6)    | Rumba     | "Live Like We're Dying"—Kris Allen                  |
| Nicole & Derek  | 25 (9,8,8)    | 25 (8,8,9)    | Rumba     | "The First Time Ever I Saw Your Face"—Roberta Flack |
| Jake & Chelsie  | 19 (6,7,6)    | 19 (7,6,6)    | Tango     | "A Girl Like You"—Edwyn Collins                     |
| Kate & Tony     | 14 (4,5,5)    | 18 (6,6,6)    | Tango     | "For Your Entertainment"—Adam Lambert               |
| Chad & Cheryl   | 21 (7,6,8)    | 23 (8,7,8)    | Rumba     | "Try Sleeping with a Broken Heart"—Alicia Keys      |
| Pamela & Damian | 23 (7,8,8)    | 24 (8,7,9)    | Rumba     | "I Can't Make You Love Me"—Bonnie Raitt             |

### Tuần 5
Tuần điện ảnh (Movie night)
Mỗi thí sinh sẽ được nhảy trên nền nhạc từ một bộ phim
Điểm số các thí sinh nhận được từ hội đồng giám khảo được xếp theo thứ tự từ trái sang phải như sau: Carrie Ann Inaba, Len Goodman, Bruno Tonioli.
Xếp theo thứ tự trình diễn
| Cặp thí sinh    | Điểm số      | Điệu nhảy   | Âm nhạc                                                                  |
| --------------- | ------------ | ----------- | ------------------------------------------------------------------------ |
| Niecy & Louis   | 18 (6,6,6)   | Jive        | "La Bamba"—Ritchie Valens trong phim La Bamba                            |
| Chad & Cheryl   | 18 (6,6,6)   | Quickstep   | "The Bare Necessities"—trong phim The Jungle Book                        |
| Erin & Maksim   | 22 (7,7,8)   | Jive        | "You Never Can Tell"—Chuck Berry trong phim Pulp Fiction                 |
| Jake & Chelsie  | 23 (8,7,8)   | Cha-Cha-Cha | "Old Time Rock and Roll"—Bob Seger trong phim Risky Business             |
| Pamela & Damian | 21 (7,6,8)   | Quickstep   | "9 to 5"—Dolly Parton trong phim Nine to Five                            |
| Kate & Tony     | 15 (5,5,5)   | Foxtrot     | "Don't You (Forget About Me)"—Simple Minds trong phim The Breakfast Club |
| Nicole & Derek  | 29 (10,9,10) | Tango       | "Oh, Pretty Woman"—Roy Orbison trong phim Pretty Woman                   |
| Evan & Anna     | 27 (9,9,9)   | Rumba       | "I Don't Want to Miss a Thing"—Aerosmith trong phim Armageddon           |

### Tuần 6
Điểm số các thí sinh nhận được từ hội đồng giám khảo được xếp theo thứ tự từ trái sang phải như sau: Carrie Ann Inaba, Len Goodman, Bruno Tonioli.
Xếp theo thứ tự trình diễn
| Cặp thí sinh                                                                                        | Điểm số        | Điệu nhảy       | Âm nhạc                             |
| --------------------------------------------------------------------------------------------------- | -------------- | --------------- | ----------------------------------- |
| Jake & Chelsie                                                                                      | 21 (7,7,7)     | Samba           | "Comanche"—The Revels               |
| Evan & Anna                                                                                         | 21 (7,7,7)     | Samba           | "Hey Mama"—The Black Eyed Peas      |
| Niecy & Louis                                                                                       | 21 (7,7,7)     | Argentine Tango | "El Sonido De La Milonga"—Campo     |
| Erin & Maksim                                                                                       | 25 (9,7,9)     | Samba           | "When I Get You Alone"—Robin Thicke |
| Chad & Cheryl                                                                                       | 24 (8,8,8)     | Argentine Tango | "Mas De Los Mismo"—Tanghetto        |
| Nicole & Derek                                                                                      | 26 (9,7,10)    | Samba           | "María"—Ricky Martin                |
| Pamela & Damian                                                                                     | 22 (7,7,8)     | Argentine Tango | "Enjoy the Silence"—Depeche Mode    |
| Jake & Chelsie Niecy & Louis Evan & Anna Chad & Cheryl Pamela & Damian Erin & Maksim Nicole & Derek | 4 5 6 7 8 9 10 | Marathon Swing  | "In the Mood"—Ernie Fields          |

### Tuần 7
Điểm số các thí sinh nhận được từ hội đồng giám khảo được xếp theo thứ tự từ trái sang phải như sau: Carrie Ann Inaba, Len Goodman, Bruno Tonioli.
Xếp theo thứ tự trình diễn
| Cặp thí sinh                                 | Điểm số       | Điệu nhảy       | Âm nhạc                                                             |
| -------------------------------------------- | ------------- | --------------- | ------------------------------------------------------------------- |
| Erin & Maksim                                | 27 (9,9,9)    | Quickstep       | "Dancin' Fool"—Barry Manilow                                        |
| Chad & Cheryl                                | 25 (8,9,8)    | Viennese Waltz  | "Sparks"—Coldplay                                                   |
| Nicole & Derek                               | 27 (9,9,9)    | Waltz           | "You Light Up My Life"—Debby Boone                                  |
| Pamela & Damian                              | 24 (8,8,8)    | Waltz           | "(What Do You Think I Would Do) At This Moment"—Billy & the Beaters |
| Niecy & Louis                                | 25 (9,8,8)    | Quickstep       | "You're The Top"—Cole Porter                                        |
| Evan & Anna                                  | 30 (10,10,10) | Argentine Tango | "Bust Your Windows"—Jazmine Sullivan                                |
| Pamela & Damian Chad & Cheryl Nicole & Derek | 27 (9,9,9)    | Cha-Cha-Cha     | "Telephone"—Lady Gaga                                               |
| Erin & Maksim Evan & Anna Niecy & Louis      | 24 (8,8,8)    | Cha-Cha-Cha     | "Holiday"—Madonna                                                   |

### Tuần 8
Mỗi bài thi nhảy Latin được theo phong cách của một thập niên
Điểm số các thí sinh nhận được từ hội đồng giám khảo được xếp theo thứ tự từ trái sang phải như sau: Carrie Ann Inaba, Len Goodman, Bruno Tonioli.
Xếp theo thứ tự trình diễn
| Cặp thí sinh   | Điểm số       | Điệu nhảy               | Âm nhạc                             |
| -------------- | ------------- | ----------------------- | ----------------------------------- |
| Chad & Cheryl  | 21 (7,7,7)    | Tango                   | "Sweet Dreams"—Beyoncé              |
| Chad & Cheryl  | 24 (8,8,8)    | Jive thập niên 60       | "Love Man"—Otis Redding             |
| Niecy & Louis  | 23 (7,8,8)    | Viennese Waltz          | "I Got You Babe"—Sonny & Cher       |
| Niecy & Louis  | 20 (7,6,7)    | Paso Doble thập niên 90 | "Rhythm is a Dancer"—Snap! (1992)   |
| Erin & Maksim  | 28 (9,10,9)   | Argentine Tango         | "Una Música Brutal"—Gotan Project   |
| Erin & Maksim  | 25 (8,8,9)    | Rumba thập niên 80      | "Missing You"—John Waite            |
| Evan & Anna    | 27 (9,9,9)    | Waltz                   | "Open Arms"—Journey                 |
| Evan & Anna    | 26 (9,8,9)    | Cha-Cha-Cha tương lai   | "Bulletproof"—La Roux               |
| Nicole & Derek | 29 (10,9,10)  | Foxtrot                 | "Haven't Met You Yet"—Michael Bublé |
| Nicole & Derek | 30 (10,10,10) | Paso Doble thập niên 50 | "Spanish Guitar"—Bo Diddley         |

### Tuần 9
Phần thi Latin của mỗi cặp thí sinh phải có 15 - 20 giây solo của thí sinh không chuyên
Điểm số các thí sinh nhận được từ hội đồng giám khảo được xếp theo thứ tự từ trái sang phải như sau: Carrie Ann Inaba, Len Goodman, Bruno Tonioli.
Xếp theo thứ tự trình diễn
| Cặp thí sinh   | Điểm số       | Điệu nhảy       | Âm nhạc                                        |
| -------------- | ------------- | --------------- | ---------------------------------------------- |
| Erin & Maksim  | 27 (9,9,9)    | Viennese Waltz  | "February Song"—Josh Groban                    |
| Erin & Maksim  | 29 (10,9,10)  | Paso Doble      | "U Got the Look"—Prince                        |
| Nicole & Derek | 30 (10,10,10) | Argentine Tango | "El Capitalismo Foraneo"—Gotan Project         |
| Nicole & Derek | 29 (10,9,10)  | Cha-Cha-Cha     | "Kiss"—Prince                                  |
| Chad & Cheryl  | 27 (9,9,9)    | Waltz           | "If You Don't Know Me by Now"—Simply Red       |
| Chad & Cheryl  | 25 (8,8,9)    | Samba           | "Alejandro"—Lady Gaga                          |
| Evan & Anna    | 29 (10,9,10)  | Foxtrot         | "I've Got the World on a String"—Frank Sinatra |
| Evan & Anna    | 30 (10,10,10) | Paso Doble      | "Bring Me to Life"—Evanescence                 |

### Tuần 10
Điểm số các thí sinh nhận được từ hội đồng giám khảo được xếp theo thứ tự từ trái sang phải như sau: Carrie Ann Inaba, Len Goodman, Bruno Tonioli.
Đêm 1
Xếp theo thứ tự trình diễn
| Cặp thí sinh   | Điểm số      | Điệu nhảy                              | Âm nhạc                                    |
| -------------- | ------------ | -------------------------------------- | ------------------------------------------ |
| Erin & Maksim  | 29 (10,10,9) | Samba (giám khảo Bruno giúp đỡ)        | "Mi Swing Es Tropical"—Quantic & Nikodemus |
| Erin & Maksim  | 26 (9,8,9)   | Freestyle                              | "Alone"—Heart                              |
| Evan & Anna    | 28 (10,9,9)  | Viennese Waltz (giám khảo Len giúp đỡ) | "Piano Man"—Billy Joel                     |
| Evan & Anna    | 24 (8,8,8)   | Freestyle                              | "Footloose"—Kenny Loggins                  |
| Nicole & Derek | 28 (9,9,10)  | Rumba (giám khảo Carrie Ann giúp đỡ)   | "The Lady in Red"—Chris De Burgh           |
| Nicole & Derek | 27 (9,9,9)   | Freestyle                              | "A Little Less Conversation"—Elvis Presley |

Đêm 2
Xếp theo thứ tự trình diễn
| Cặp thí sinh   | Điểm số | Điệu nhảy       | Âm nhạc                                |
| -------------- | ------- | --------------- | -------------------------------------- |
| Nicole & Derek | 30      | Argentine Tango | "El Capitalismo Foraneo"—Gotan Project |
| Evan & Anna    | 28      | Argentine Tango | "Bust Your Windows"—Jazmine Sullivan   |
| Erin & Maksim  | 26      | Argentine Tango | "Una Música Brutal"—Gotan Project      |

Màn trình diễn của những cặp thí sinh đã bị loại
| Thứ tự    | Cặp thí sinh | Điệu nhảy          | Âm nhạc                                                                     |
| --------- | --- | ------------------ | --------------------------------------------------------------------------- |
| 1         | Shannen & Mark Aiden & Edyta                                                                                    | Cha-Cha-Cha        | "Haven't Stopped Dancing Yet"—Gonzalez                                      |
| 2         | Buzz & Ashly | Paso Doble         | Nhạc phim Star Wars—John Williams                                           |
| 3         | Jake & Chelsie (với Vienna & Dmitry Chaplin)                                                                    | Viennese Waltz     | "On The Wings Of Love"—Jeffrey Osborne                                      |
| 4         | Erin & Maks | Cha-Cha-Cha        | "Relax Max"—Dinah Washington                                                |
| 5         | Kate & Tony | Paso Doble Disco   | "Paparazzi"—Lady Gaga "I Will Survive"—Gloria Gaynor                        |
| 6         | Pamela & Damian Niecy & Louis (với Tony & Dmitry)                                                               | Moulin Rouge Samba | "I Just Want to Make Love to You"—Etta James "Bootylicious"—Destiny's Child |
| Cuối cùng | Niecy & Louis Buzz & Ashly Shannen & Mark Aiden & Edyta Kate & Tony Jake & Chelsie Pamela & Damian Cheryl Burke | Jive               | "I'm So Excited"—The Pointer Sisters                                        |

Phần thi của Top 2
| Cặp thí sinh   | Điểm số       | Điệu nhảy | Âm nhạc                                 |
| -------------- | ------------- | --------- | --------------------------------------- |
| Nicole & Derek | 30 (10,10,10) | Jive      | "Proud Mary"—Ike & Tina Turner          |
| Evan & Anna    | 28 (10,9,9)   | Quickstep | "I Want You to Want Me"—Letters To Cleo |

## Dance schedule
The celebrities and professional partners danced one of these routines for each corresponding week.
- Week 1: Cha-Cha-Cha or Viennese Waltz
- Week 2: Jive or Foxtrot
- Week 3: Paso Doble, Quickstep or Waltz (Story Telling Week)
- Week 4: Rumba or Tango (Double Score Showdown)
- Week 5: One unlearned dance from Weeks 1–4 (Movie Night)
- Week 6: Samba or Argentine Tango & Swing Marathon
- Week 7: One unlearned Ballroom dance from Weeks 1–6 & Team Cha-Cha-Cha Challenge
- Week 8: One unlearned Ballroom and (decade-themed) Latin dance from Weeks 1–6
- Week 9: Final unlearned Ballroom and Latin (with a 15 to 20-second solo) dances from Weeks 1–6
- Week 10 (Night 1): Judges' Redemption Dance & Freestyle
- Week 10 (Night 2): Favorite Dance of the Season (all 3 couples), Dance-Off (Top 2 only) & Eliminated Stars Return

## Dance chart
| Week | Nicole & Derek  | Evan & Anna            | Erin & Maksim   | Chad & Cheryl           | Niecy & Louis           | Pamela & Damian         | Jake & Chelsie          | Kate & Tony             | Aiden & Edyta           | Buzz & Ashly            | Shannen & Mark |
| ---- | --------------- | ---------------------- | --------------- | ----------------------- | ----------------------- | ----------------------- | ----------------------- | ----------------------- | ----------------------- | ----------------------- | -------------- |
| 1    | Viennese Waltz  | Viennese Waltz         | Cha-Cha-Cha     | Cha-Cha-Cha             | Cha-Cha-Cha             | Cha-Cha-Cha             | Viennese Waltz          | Viennese Waltz          | Cha-Cha-Cha             | Cha-Cha-Cha             | Viennese Waltz |
| 2    | Jive            | Jive                   | Foxtrot         | Foxtrot                 | Foxtrot                 | Foxtrot                 | Jive                    | Jive                    | Foxtrot                 | Foxtrot                 | Jive           |
| 3    | Quickstep       | Quickstep              | Waltz           | Paso Doble              | Waltz                   | Paso Doble              | Quickstep               | Paso Doble              | Quickstep               | Waltz                   |                |
| 4    | Rumba           | Tango                  | Tango           | Rumba                   | Rumba                   | Rumba                   | Tango                   | Tango                   | Rumba                   |                         |                |
| 5    | Tango           | Rumba                  | Jive            | Quickstep               | Jive                    | Quickstep               | Cha-Cha-Cha             | Foxtrot                 |                         |                         |                |
| 6    | Samba           | Samba                  | Samba           | Argentine Tango         | Argentine Tango         | Argentine Tango         | Samba                   |                         |                         |                         |                |
| 6    | Swing           | Swing                  | Swing           | Swing                   | Swing                   | Swing                   | Swing                   |                         |                         |                         |                |
| 7    | Waltz           | Argentine Tango        | Quickstep       | Viennese Waltz          | Quickstep               | Waltz                   |                         |                         |                         |                         |                |
| 7    | Cha-Cha-Cha     | Cha-Cha-Cha            | Cha-Cha-Cha     | Cha-Cha-Cha             | Cha-Cha-Cha             | Cha-Cha-Cha             |                         |                         |                         |                         |                |
| 8    | Foxtrot         | Waltz                  | Argentine Tango | Tango                   | Viennese Waltz          |                         |                         |                         |                         |                         |                |
| 8    | '50s Paso Doble | Futuristic Cha-Cha-Cha | '80s Rumba      | '60s Jive               | '90s Paso Doble         |                         |                         |                         |                         |                         |                |
| 9    | Argentine Tango | Foxtrot                | Viennese Waltz  | Waltz                   |                         |                         |                         |                         |                         |                         |                |
| 9    | Cha-Cha-Cha     | Paso Doble             | Paso Doble      | Samba                   |                         |                         |                         |                         |                         |                         |                |
| 10   | Rumba           | Viennese Waltz         | Samba           |                         |                         |                         |                         |                         |                         |                         |                |
| 10   | Freestyle       | Freestyle              | Freestyle       |                         |                         |                         |                         |                         |                         |                         |                |
| 10   | Argentine Tango | Argentine Tango        | Argentine Tango | Samba                   | Moulin Rouge            | Viennese Waltz          | Paso Doble/ Disco       | Cha-Cha-Cha             | Paso Doble              | Cha-Cha-Cha             |                |
| 10   | Jive            | Quickstep              | Cha-Cha-Cha     | MegaMix (Finale Number) | MegaMix (Finale Number) | MegaMix (Finale Number) | MegaMix (Finale Number) | MegaMix (Finale Number) | MegaMix (Finale Number) | MegaMix (Finale Number) |                |

     Judges' highest scoring dance
     Judges' lowest scoring dance
     Dance was not scored

## Guest performances
| Date                     | Performers                           | Song(s)                                           | Dancers                                                                                                |
| ------------------------ | ------------------------------------ | ------------------------------------------------- | --- |
| ngày 30 tháng 3 năm 2010 | The Beach Boys featuring John Stamos | "California Girls", "Kokomo", and "Fun, Fun, Fun" | Cheryl Burke, Maksim Chmerkovskiy, Ashly Costa, Anna Trebunskaya, Louis van Amstel và Damian Whitewood |
| ngày 6 tháng 4 năm 2010  | Reba McEntire                        | "I Want a Cowboy"                                 | Maksim Chmerkovskiy, Valentin Chmerkovskiy, Snejana Petrova and Edyta Śliwińska                        |
| ngày 6 tháng 4 năm 2010  | Reba McEntire                        | "Consider Me Gone"                                | Dmitry Chaplin và Lacey Schwimmer                                                                      |
| ngày 6 tháng 4 năm 2010  | Mark Ballas                          | "Malagueña"                                       | Chelsie Hightower và Derek Hough                                                                       |
| ngày 13 tháng 4 năm 2010 | Sade                                 | "Babyfather"                                      | Chelsie Hightower và Damian Whitewood                                                                  |
| ngày 13 tháng 4 năm 2010 | Sade                                 | "The Sweetest Taboo"                              | Sade's dancers                                                                                         |
| ngày 20 tháng 4 năm 2010 | Maxwell                              | "Fistful of Tears"                                | Teddy Forance and Tyne Stecklein                                                                       |
| ngày 20 tháng 4 năm 2010 | Debi Nova                            | "Drummer Boy"                                     | Dmitry Chaplin, Tony Dovolani, Derek Hough và Damian Whitewood                                         |
| ngày 27 tháng 4 năm 2010 | Melissa Etheridge                    | "Fearless Love"                                   | Maksim Chmerkovskiy, Tony Dovolani, Chelsie Hightower và Anna Trebunskaya                              |
| ngày 27 tháng 4 năm 2010 | Melissa Etheridge                    | "Come to My Window"                               | Alec Mazo và Edyta Śliwińska                                                                           |
| ngày 27 tháng 4 năm 2010 | Benise                               | "Salsa Salsa"                                     | Benise's dancers                                                                                       |
| ngày 4 tháng 5 năm 2010  | Train                                | "Hey, Soul Sister"                                | Mark Ballas, Cheryl Burke, Dmitry Chaplin, Tony Dovolani, Chelsie Hightower và Lacey Schwimmer         |
| ngày 4 tháng 5 năm 2010  | Train                                | "Drops of Jupiter"                                | Karina Smirnoff và Louis van Amstel                                                                    |
| ngày 11 tháng 5 năm 2010 | Gipsy Kings                          | "You've Got A Friend In Me"                       | Cheryl Burke, Dmitry Chaplin, Tony Dovolani và Kym Johnson                                             |
| ngày 11 tháng 5 năm 2010 | Gipsy Kings                          | "Bamboleo"                                        | DJ Guthrie and Tyne Stecklein and two other guest professional dancers                                 |
| ngày 18 tháng 5 năm 2010 | Sarah McLachlan                      | "Angel"                                           | Jonathan Roberts và Anna Trebunskaya                                                                   |
| ngày 18 tháng 5 năm 2010 | Sarah McLachlan                      | "Loving You is Easy"                              | Dmitry Chaplin, Kym Johnson, Lacey Schwimmer, and Damian Whitewood                                     |
| ngày 18 tháng 5 năm 2010 | Miley Cyrus                          | "Can't Be Tamed"                                  | Miley Cyrus' dancers                                                                                   |

### Macy's Stars of Dance
| Date                     | Performers                                                   |
| ------------------------ | ------------------------------------------------------------ |
| ngày 30 tháng 3 năm 2010 | Emmanuel Pierre-Antoine with Haitian dancers                 |
| ngày 13 tháng 4 năm 2010 | Nuttin' But Stringz and Tiler Peck with other dancers        |
| ngày 20 tháng 4 năm 2010 | Iconic Movies dance by Marguerite Derricks with Debbie Allen |
| ngày 4 tháng 5 năm 2010  | Viva Elvis by Las Vegas Cirque du Soleil                     |
| ngày 18 tháng 5 năm 2010 | Design a Dance – Joey Fatone và Melissa Rycroft              |

- For the May 18th "Design a Dance" performance, viewers had voted in the weeks beforehand about what former female celebrity they wanted to do the dance (Melissa Rycroft), what former male celebrity they wanted to do the dance (Joey Fatone), and what song they wanted the couple's Tango to be to ("Rock and Roll All Nite" by Kiss). Also, Dancing with the Stars held an online contest where viewers could submit their drawings for outfits for the performance. The viewers then also voted for a set of costumes picked by the show's designers. The winner was Emilio Oh. His designs were turned into the costumes for Fatone and Rycroft, and he won a trip to the show.

### College Dance Championship
Individual judges scores in the chart below (given in parentheses) are listed in this order from left to right: Carrie Ann Inaba, Len Goodman, Bruno Tonioli.
| Week | Date                     | College      | Score        | Dance       | Song                                                                           | Winner      |
| ---- | ------------------------ | ------------ | ------------ | ----------- | ------------------------------------------------------------------------------ | ----------- |
| 1    | ngày 11 tháng 5 năm 2010 | UC San Diego | 24 (8,8,8)   | Samba       | "Que El Ritmo No Pare"—Patricia Manterola                                      | Purdue      |
| 1    | ngày 11 tháng 5 năm 2010 | Purdue       | 22 (8,7,7)   | Mambo       | "Ran Kan Kan"—Tito Puente                                                      | Purdue      |
| 2    | ngày 18 tháng 5 năm 2010 | Rutgers      | 21 (7,7,7)   | Cha-Cha-Cha | "Tango in Harlem"—Touch and Go                                                 | Utah Valley |
| 2    | ngày 18 tháng 5 năm 2010 | Utah Valley  | 29 (10,9,10) | Cha-Cha-Cha | "Is You Is or Is You Ain't My Baby (Rae and Christian Remix)"—Dinah Washington | Utah Valley |
| 3    | ngày 25 tháng 5 năm 2010 | Purdue       | N/A          | Cha-Cha-Cha | "When I Grow Up"—The Pussycat Dolls                                            | Utah Valley |
| 3    | ngày 25 tháng 5 năm 2010 | Utah Valley  | N/A          | Samba       | "Gypsy Rhapsody"—Bond                                                          | Utah Valley |

## Ratings
| Season | Episodes | Season premiere          | Season finale            | U.S. Ratings | U.S. Ratings  | Network | Rank       | Rank          |
| Season | Episodes | Season premiere          | Season finale            | Dance Show   | Kết quảs Show | Network | Dance Show | Kết quảs Show |
| ------ | -------- | ------------------------ | ------------------------ | ------------ | ------------- | ------- | ---------- | ------------- |
| 10     | 19       | ngày 22 tháng 3 năm 2010 | ngày 25 tháng 5 năm 2010 | 19.743       | 15.149        | ABC     | 3          | 11            |

| Episode Number | Episode         | Original Airdate         | Rating | Share | Rating/Share (18–49) | Viewers (millions) | Weekly Rank |
| -------------- | --------------- | ------------------------ | ------ | ----- | -------------------- | ------------------ | ----------- |
| 10.01          | Week 1          | ngày 22 tháng 3 năm 2010 | 15.0   | 23    | 6.4                  | 24.19              | 2           |
| 10.02          | Week 2, Part 1  | ngày 29 tháng 3 năm 2010 | 14.4   | 23    | 5.6/16               | 22.966             | 1           |
| 10.03          | Week 2, Part 2  | ngày 30 tháng 3 năm 2010 | 9.3    | 15    | 3.0/9                | 14.280             | 5           |
| 10.04          | Week 3, Part 1  | ngày 5 tháng 4 năm 2010  | 13.3   | 5.1   | 5.1/14               | 21.21              | 2           |
| 10.05          | Week 3, Part 2  | ngày 6 tháng 4 năm 2010  | 8.2    | 13    | 2.5/7                | 12.435             | 12          |
| 10.06          | Week 4, Part 1  | ngày 12 tháng 4 năm 2010 | 13.2   | 21    | 4.9/14               | 20.56              | 3           |
| 10.07          | Week 4, Part 2  | ngày 13 tháng 4 năm 2010 | 8.6    | 14    | 2.8/8                | 13.60              | 6           |
| 10.08          | Week 5, Part 1  | ngày 19 tháng 4 năm 2010 | 13.4   | 21    | 4.8/13               | 21.066             | 1           |
| 10.09          | Week 5, Part 2  | ngày 20 tháng 4 năm 2010 | 8.8    | 14    | 2.4/7                | 13.556             | 5           |
| 10.10          | Week 6, Part 1  | ngày 26 tháng 4 năm 2010 | 13.2   | 21    | 4.4/12               | 20.404             | 1           |
| 10.11          | Week 6, Part 2  | ngày 27 tháng 4 năm 2010 | 8.2    | 13    | 2.4/7                | 12.390             | 10          |
| 10.12          | Week 7, Part 1  | ngày 3 tháng 5 năm 2010  | 12.5   | 20    | 4.1/12               | 19.641             | 1           |
| 10.13          | Week 7, Part 2  | ngày 4 tháng 5 năm 2010  | 7.8    | 13    | 2.4/7                | 12.043             | 11          |
| 10.14          | Week 8, Part 1  | ngày 10 tháng 5 năm 2010 | 12.3   | 19    | 4.1/11               | 19.16              | 3           |
| 10.15          | Week 8, Part 2  | ngày 11 tháng 5 năm 2010 | 8.1    | 13    | 2.5/7                | 12.515             | 15          |
| 10.16          | Week 9, Part 1  | ngày 17 tháng 5 năm 2010 | 12.1   | 19    | 4.1/11               | 19.04              | 1           |
| 10.17          | Week 9, Part 2  | ngày 18 tháng 5 năm 2010 | 8.6    | 14    | 2.5/7                | 13.19              | 13          |
| 10.18          | Week 10, Part 1 | ngày 24 tháng 5 năm 2010 | 12.6   | 21    | 4.0/12               | 19.36              | 3           |
| 10.19          | Week 10, Part 2 | ngày 25 tháng 5 năm 2010 | 11.6   | 19    | 3.9/11               | 18.40              | 4           |